# Fallen Leaves & Dead Sparrows
Fallen Leaves & Dead Sparrows – szósty album studyjny fińskiego zespołu Amoral. Wydawnictwo ukazało się 14 lutego 2014 roku nakładem wytwórni muzycznej Imperial Cassette. W Wielkiej Brytanii nagrania trafiły do sprzedaży nakładem Graphite Records.
Album dotarł do 18. miejsca fińskiej listy przebojów - Suomen virallinen lista

## Lista utworów
Opracowano na podstawie materiału źródłowego.
| Nr | Tytuł utworu               | Słowa     | Muzyka | Długość |
| -- | -------------------------- | --------- | ------ | ------- |
| 1. | „On The Other Side Pt. I”  | Ben Varon | Amoral | 7:15    |
| 2. | „No Familiar Faces”        | Ben Varon | Amoral | 4:08    |
| 3. | „Prolong A Stay”           | Ben Varon | Amoral | 7:39    |
| 4. | „Blueprints”               | Ben Varon | Amoral | 4:21    |
| 5. | „If Not Here, Where?”      | Ben Varon | Amoral | 9:15    |
| 6. | „The Storm Arrives”        | Ben Varon | Amoral | 6:26    |
| 7. | „See This Through”         | Ben Varon | Amoral | 6:39    |
| 8. | „On The Other Side Pt. II” | Ben Varon | Amoral | 9:15    |
|    |                            |           |        | 54:58   |